# Аламільйо (міст)

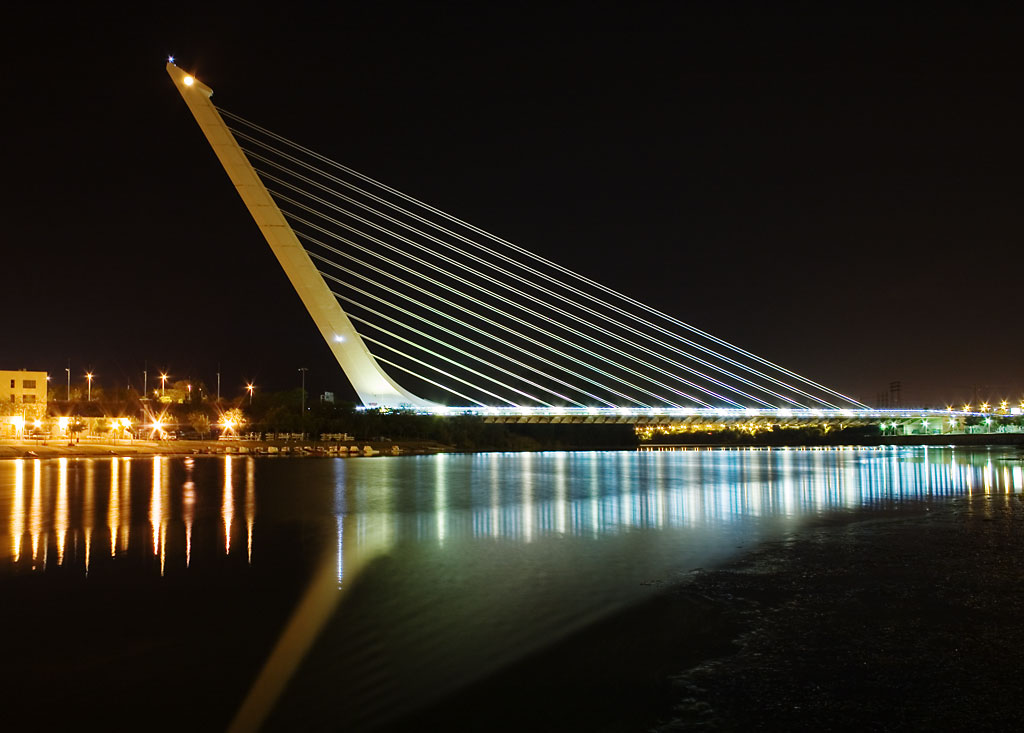
Міст Аламільйо вночі

Міст Аламільйо — міст через річку Гвадалквівір у Севільї, Іспанія. 
Міст побудований для сполучення з великим та пустельним островом Картуха, на якому Іспанія в 1992  вирішила прийняти гостей Всесвітньої виставки Експо. Творіння відомого іспанського архітектора Сантьяго Калатрави. Міст відображає високі прагнення міста Севільї в підготовці до виставки. 
Міст складається з єдиної опори, що врівноважує мостовий перехід довжиною 200 м за допомогою тринадцяти кабелів. Спочатку мали намір побудувати два симетричних моста з обох сторін острова, але врешті вирішено побудувати вражаючий проект Аламільйо. 